# Город мёртвых (Каир)
Город мёртвых, или Карафа (араб. القرافة‎) — исламское кладбище на юго-востоке Каира, столицы Египта. Представляет собой 6-километровую систему гробниц и мавзолеев, протянувшуюся с севера на юг, где живёт и работает большое количество людей.

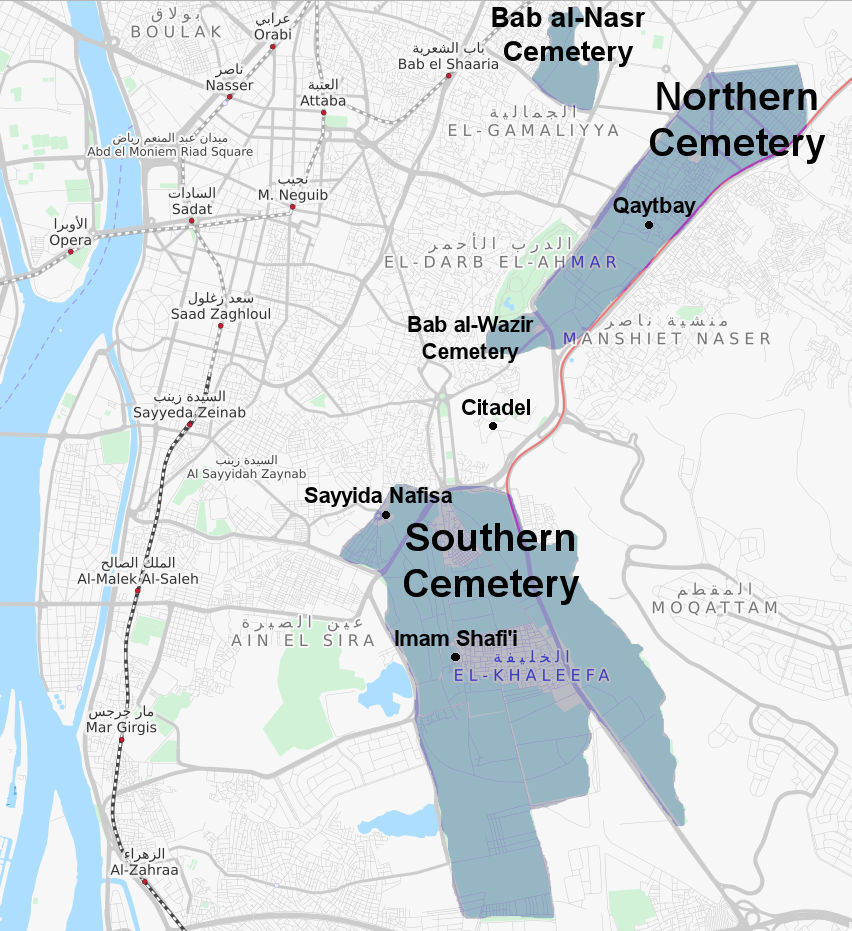
Карта Карафы в Каире

В каирском Городе мёртвых похоронены несколько великих мамлюкских султанов, в частности Каитбей, чей мавзолей, построенный в 1474 году, считается прекрасным образцом исламской архитектуры. В некрополе возведено несколько мечетей, в том числе ханака султана ан-Насира Фараджа.
В Городе мёртвых бурлит своеобразная жизнь: часто мавзолеи и склепы (заброшенные и давно уже не посещаемые родственниками умерших) используются как временные (или постоянные) жилища — в них селятся преимущественно маргинальные элементы общества, приехавшие когда-то в Каир в поисках лучшей доли и городская беднота. Иногда на непродолжительное время в Городе мёртвых обустраиваются люди, которым очень трудно смириться со смертью близкого человека. Именно живые обитатели Города мёртвых создали ему недобрую славу, хотя среди самих каирцев бесспорно самым криминальным считается Шубра. Также в Городе мёртвых существует собственная инфраструктура. Окрестности Города мёртвых являются трущобами, и количество нынешнего населения может превышать полмиллиона человек.
На выходные и в праздники Город мёртвых посещают родственники умерших, похороненных здесь, нередко тут же устраиваются поминальные трапезы.
Город мёртвых начали сносить по плану Министерства жилищного строительства стратегического урбанистического развития Каира Cairo 2050.